# Автоноя (спътник)
Вижте пояснителната страница за други значения на Автоноя.
Автоноя е естествен спътник на Юпитер. Открит е от екипа от астрономите Скот Шепърд, Дейвид Джуит и Ян Клайн на 10 декември 2001 г. в обсерваторията Мауна Кеа в Хавай. Първоначалното означение на спътника е S/2001 J 1. Спътникът носи името на фигурата от древногръцката митология Автоноя.
Автоноя принадлежи към групата на Пасифая – спътници на Юпитер, които имат подобни орбити и се смята, че имат общ произход. Това е малко по размери тяло със среден диаметър от 2 km, ако се приеме, че албедото е 0,04. Движи се по ретроградна орбита около Юпитер, т.е. обикаля планетата в посока, обратна на нейното въртене. Орбитата на Автоноя е ексцентрична (елиптична, а не кръгова) и е силно наклонена по отношение на екваториалната равнина на Юпитер. Намира се на средно разстояние около 24 милиона километра от Юпитер и на спътника са необходими около 761 земни дни, за да завърши една орбита.